# Erich Boltenstern

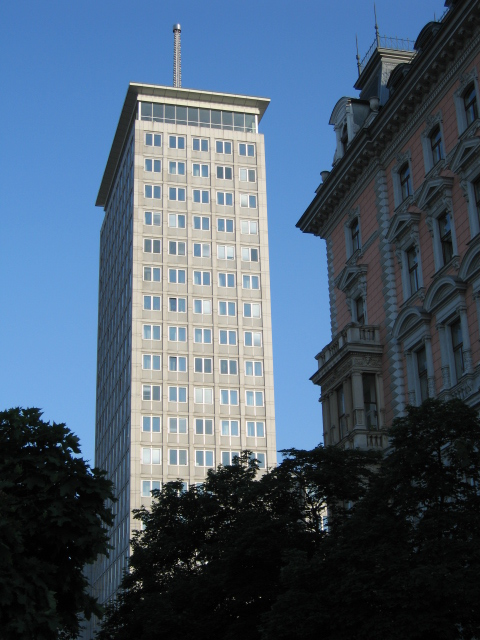
Der Ringturm von der Ringstraße aus gesehen

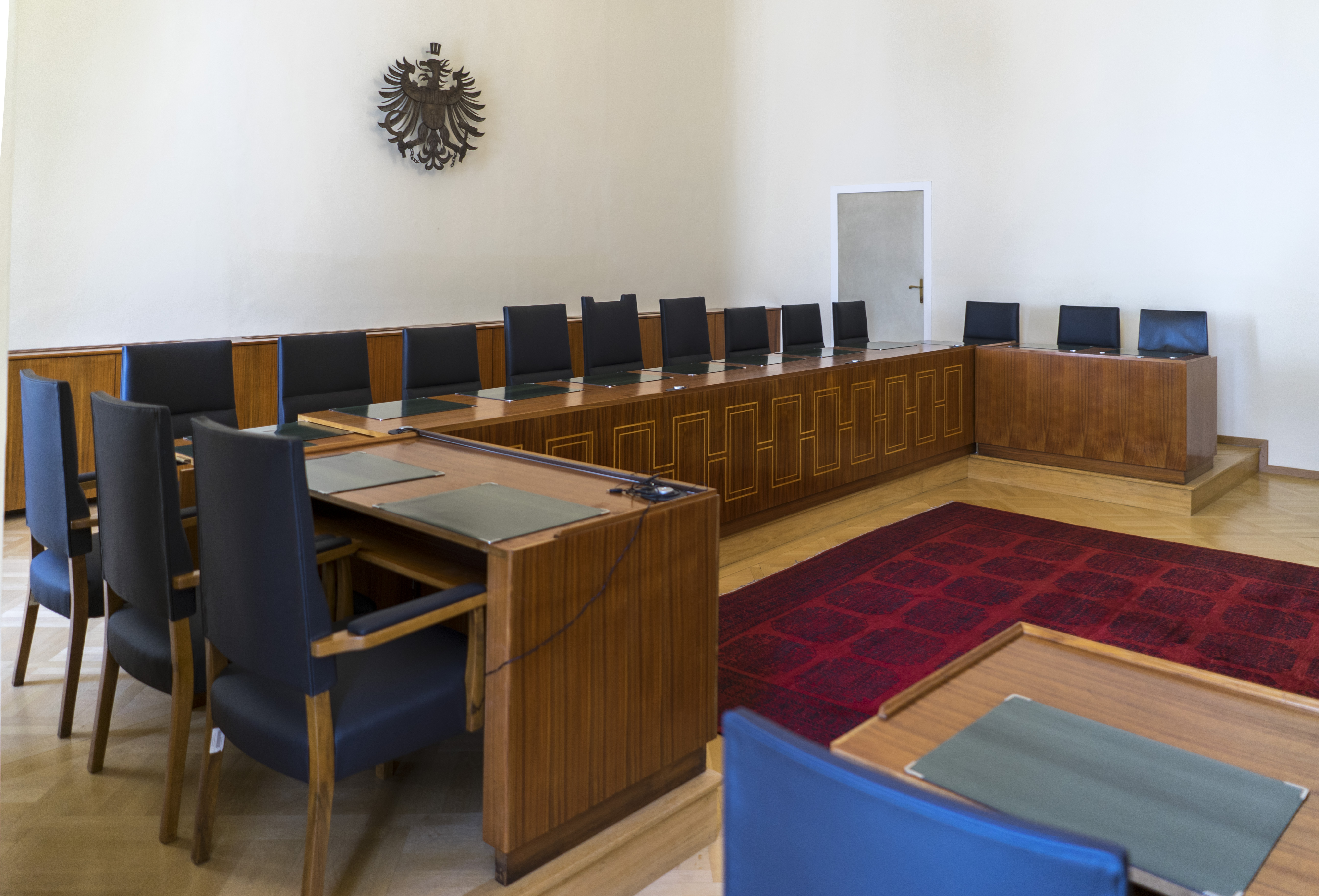
Inneneinrichtung des Verwaltungsgerichtshofs

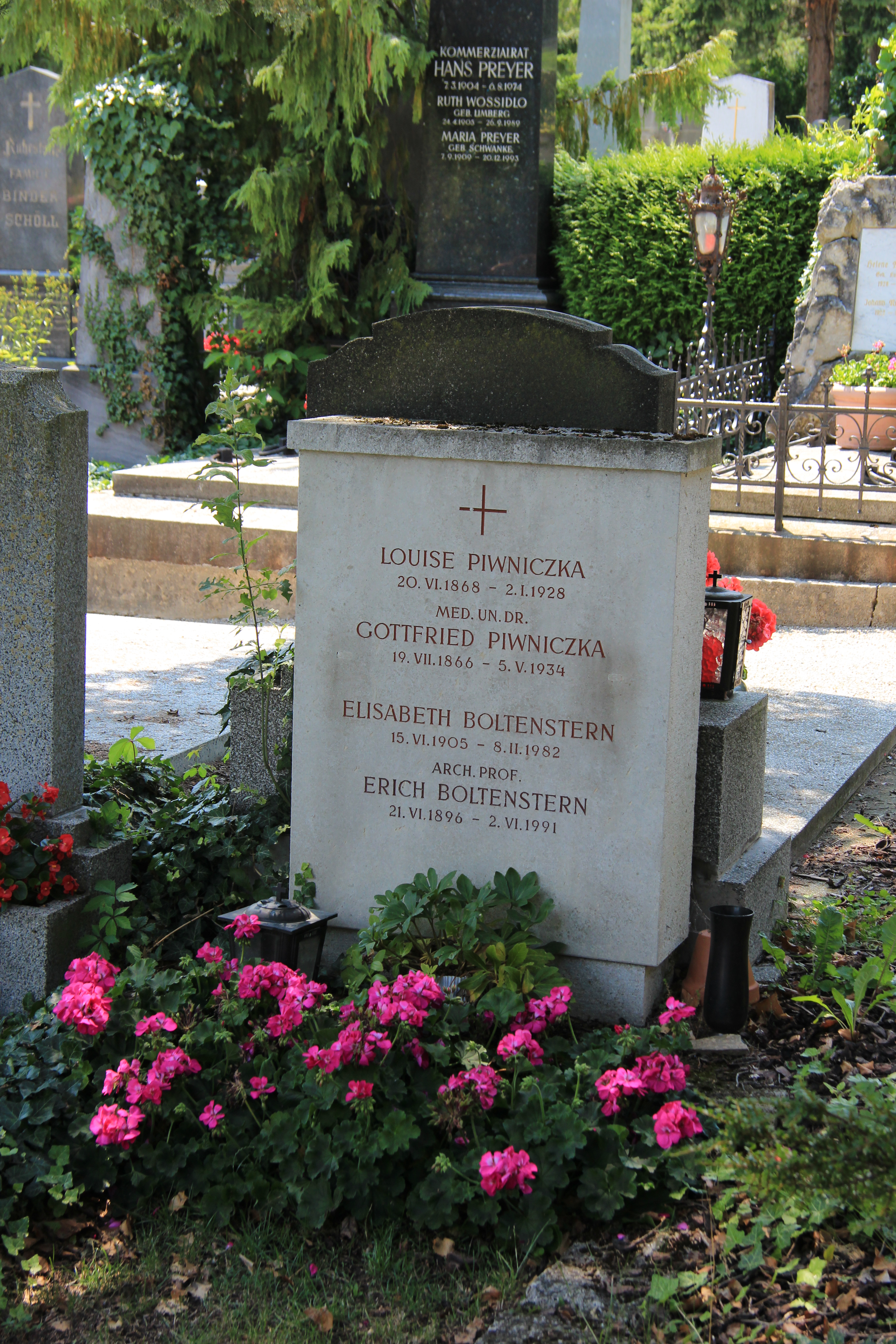
Grab Erich Boltensterns

Erich Boltenstern (* 21. Juni 1896 in Wien; † 9. Juni 1991 ebenda) war ein österreichischer Architekt.

## Leben und Wirken
Boltenstern leistete nach der Matura Kriegsdienst im Ersten Weltkrieg, studierte 1919 bis 1922 in Wien Architektur. Nach dem Diplom ging er zunächst nach Barcelona und danach nach Berlin zu Hans Poelzig und Bruno Ahrends. 1923/24 arbeitete er in Barcelona bei Alfred Keller, bevor er 1925 nach Wien zurückkehrte, um dort im Gemeinschaftsbüro von Siegfried Theiss und Hans Jaksch weitere Praxis zu erlangen. In den Jahren von 1927 bis zu dessen Tod 1928 war er Mitarbeiter von Julius Schulte in Linz, dessen Architekturbüro Atelier Schulte sich damals mit dem Bau des Urnenhains Urfahr beschäftigte.
Boltenstern, dessen eigene erste Bauten um 1930 begannen, war in den Jahren von 1929 bis 1934 Assistent bei Oskar Strnad an der Kunstgewerbeschule in Wien und von 1934 bis 1936 Assistent von Clemens Holzmeister an der Akademie der bildenden Künste in Wien, er leitete dort bis 1938 eine Meisterklasse für Architektur. 1938 bis 1945, in der Zeit des Nationalsozialismus, galt Boltenstern als „jüdisch versippt“ und hatte berufliche Nachteile.
Nach dem Zweiten Weltkrieg unterrichtete an der Architekturfakultät der Technischen Hochschule Wien, von 1952 bis 1968 hatte er dort eine ordentliche Professur inne. Nach 1945 beim Wiederaufbau in Wien war Boltenstern einer der meistbeschäftigten Planer und vertrat die Konzeption einer gemäßigten Moderne.
Der Zeit Erich Boltensterns und seinem Schaffen war 2005/2006 im Wien Museum eine Sonderausstellung gewidmet.
Boltenstern ist am Friedhof in der Hinterbrühl, wo er selbst bereits vorher den Grabstein seiner Mutter, der Opernsängerin Louise Piwniczka gestaltete, begraben. Von seinen Söhnen war Erich Boltenstern junior (1926–2014) ebenfalls Architekt, während sich Sven Boltenstern (1932–2019) als Goldschmied und Bildhauer  einen Namen machte.

## Mitarbeit an Projekten (Auswahl)
- Feuerhalle Graz (1931/1932) als fünftes Krematorium in Österreich
- Restaurant auf dem Kahlenberg (um 1935)
- Wiederaufbau der Wiener Staatsoper und des Palais der Böhmischen Hofkanzlei nach 1945
- Bürohochhaus Ringturm für die Wiener Städtische Versicherung (um 1950/55) in Wien
- Feuerhalle Villach (1952/1953) als sechstes Krematorium in Österreich
- Neubau Hotel Europa am Neuen Markt in Wien (1956)[4]
- Wohnhausanlage in 1190 Wien, Starkfriedgasse 50. Bahnbrechendes Objekt in den 1950er-Jahren errichtet. Wurde auf den ehemaligen Kalbeck-Gründen für die Mitarbeiter der Nationalbank gebaut. Großzügig angelegt mit parkähnlichen Innengärten.  Außergewöhnlich in Form (gemäßigte Moderne), Ausstattung und Technik – etwa mit Boden- und Deckenheizungen. Heute im Eigentum der Wiener Städtischen.

## Auszeichnungen
- 1952: Preis der Stadt Wien für Architektur
- 1957: Österreichisches Ehrenkreuz für Wissenschaft und Kunst I. Klasse
- 1958: Großer Österreichischer Staatspreis für Architektur
- 1976: Ehrendoktorat der Technischen Universität Wien[5]
- 1981: Großes Goldenes Ehrenzeichen für Verdienste um die Republik Österreich[6]